# Villa Grove
Villa Grove é uma cidade localizada no estado americano de Illinois, no Condado de Douglas.

## Demografia
Segundo o censo americano de 2000, a sua população era de 2553 habitantes.
Em 2006, foi estimada uma população de 2486, um decréscimo de 67 (-2.6%).

## Geografia
De acordo com o United States Census Bureau, Villa Grove tem uma área de 3,9 km², dos quais 3,9 km² são cobertos por terra e 0,0 km² cobertos por água. Villa Grove localiza-se a aproximadamente 201 metros acima do nível do mar.

## Localidades na vizinhança
O diagrama seguinte representa as localidades num raio de 16 km ao redor de Villa Grove.